# Valentina Melis
Valentina Melis (Milano, 24 ottobre 1980) è un'attrice e conduttrice televisiva italiana.

## Biografia
Valentina Melis, nata a Milano ma di origini sarde, è un'attrice e conduttrice televisiva italiana. Dopo aver partecipato a qualche spot pubblicitario e al video del suo cantante preferito Vasco Rossi (Ti prendo e ti porto via) nel 2003 viene scelta come conduttrice televisiva e autrice del programma It generation, su Italia teen television canale satellitare di Mediaset. Un'esperienza che dura tre anni. Nel 2006, presenta E-News con Edoardo Stoppa e Shot's Today su Sky fino al 2008 .Nel 2007 è la testimonial della campagna stampa Total Italia. Torna a Mediaset nel 2008 come conduttrice di Camerino virtuale - The Box Game, su Italia 1  e successivamente per due anni come inviata di "Pianeta mare" Rete 4. Nel 2010 presenta gli Oscar del calcio 2010. Dal 2008 al 2010 è inviata di Pianeta Mare su Rete 4 e nello stesso anno diventa per i successivi tre la conduttrice delle videochat di Mediaset.it in onda su La5.
Al ruolo di conduttrice ha sempre affiancato anche quello di attrice recitando in numerose sit-com: Don Luca, Piloti Medici miei etc, in film: Asfalto rosso, Loss of memory, Amici come noi e come protagonista della webseries Horror Vacui, vincitrice del premio Migliore webseries all'Infinity 2014.

## Filmografia

### Cinema
- Asfalto rosso, regia di Ettore Pasculli (2011)
- Amici come noi, regia di Enrico Lando (2014)
- Affittasi vita, regia di Stefano Usardi (2019)

### Televisione
- Non dirlo al mio capo, regia di Giulio Manfredonia - serie TV (2015)

### Serie TV
- Don Luca, regia di Giorgio Vignali (2003)
- Camera Café, registi vari (2007)
- Piloti, regia di Celeste Laudisio (2008)
- Medici miei, regia di Fatima Ruffini (2008)

### Videoclip
- X te degli AltaMira[3] (2006)
- Sono anni che ti aspetto di Fabrizio Moro (2016)

## Programmi televisivi

### Conduttrice
- It! Generation (2003)
- E-News (2006)
- Shot's Today (2006)
- Camerino virtuale - The Box Game (2008)
- Oscar del calcio (2010)